# 吉田神社 (豊橋市)
吉田神社（よしだじんじゃ）は、愛知県豊橋市関屋町2番地にある神社。旧社格は県社。大正11年（1921年）郷社より昇格。

## 祭神
主祭神は以下の1柱である。
- 素戔嗚尊（すさのおのみこと）[1]

他、相殿に持統天皇を祀る。

## 歴史

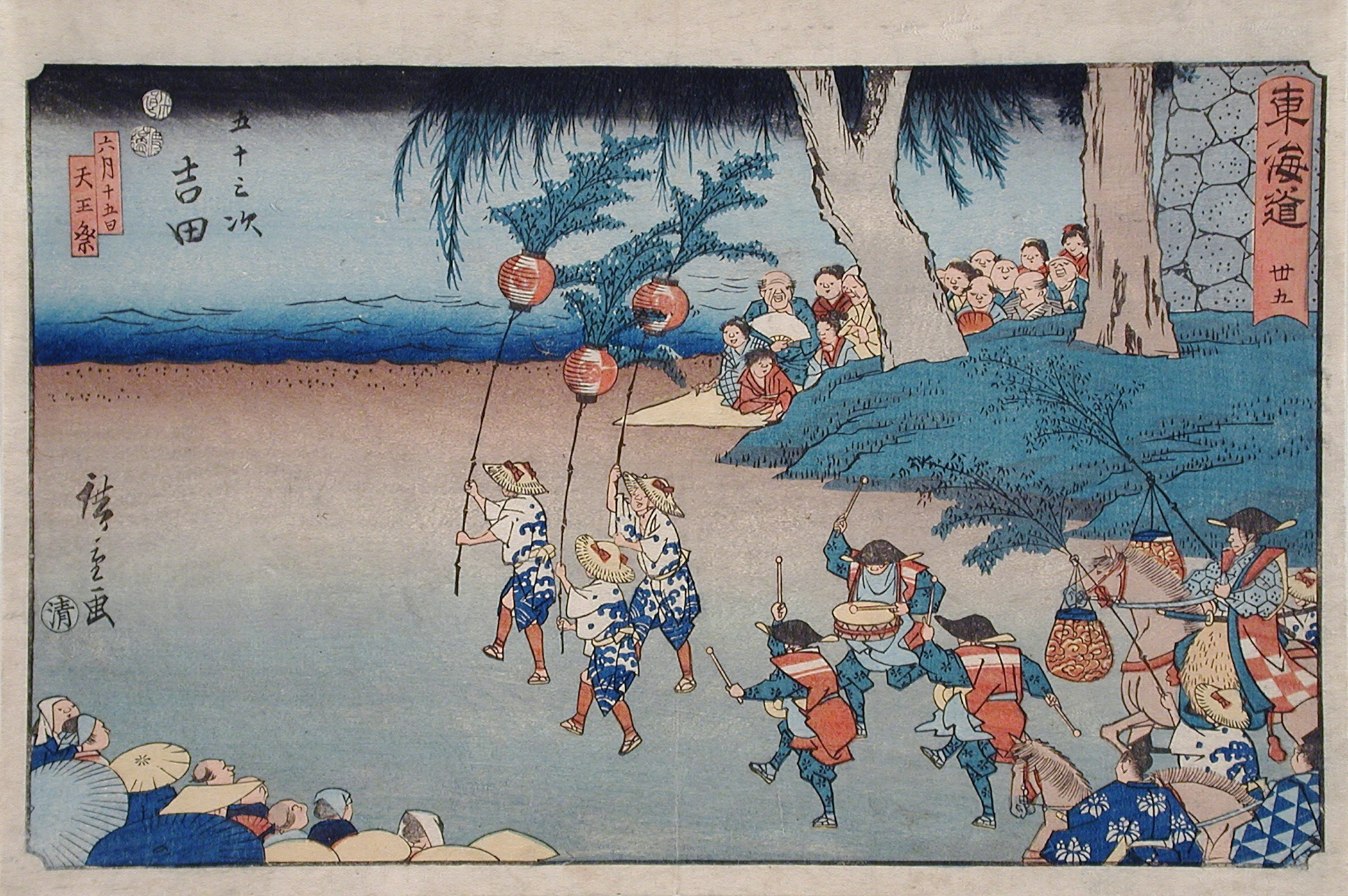
吉田神社天王祭

持統上皇の「三河行幸」大宝2年（702年）の折、頓宮が設営され、持統上皇の崩御後、神社とされたのが発祥と伝わる。当初から持統上皇が祭神として祀られており和漢三才図会にも「天皇社祭神持統天皇」とある。また社伝にも江戸期に持統上皇の祭典が行われたとある。
平安期には疫病流行を封じるため天治元年（1124年）に神主の横地氏が天台宗の感神院祇園社（現在の八坂神社）より祇園精舎の守護神であり疫病除けの神徳を持つとされる牛頭天王を勧請し後に「牛頭天王社」、「吉田天王社」、「天王社」と呼ばれるようになった。治承2（1178年）源頼朝が伊豆に配流の途上、雲谷の普門寺に逗留した折、鈴木十郎元利を名代として吉田神社に参拝させた。文治2年（1186年）にも、頼朝は石田次郎為久に代参させた。そして建久年間には三河守護安達藤九郎盛長に命じ吉田神社の社殿を造営させたと伝わる。室町時代には社領10貫文を領した。
16世紀初頭の永正3年（1507年）、吉田城築城の後には牧野古白が、吉田神社を城の鎮守として社殿を再建している。天文16年（1548年）に今川義元が御輿を神社に寄進し、この時から神輿渡御（しんよとぎょ）が始まった。御輿の中の棟札には太原雪斎の筆で「天下太平、国家安泰、万民和楽、四辺帰来、大旦那源義元」と書かれていた。天文16年（1548年）には今川義元は、社領6貫100文を加増している。なお手筒花火は諸説あるが永禄3年（1560年）に今川家の吉田城代、大原肥前守の吉田神社への奉納に始まるとされている。吉田神社内に『伝承三河伝統 手筒花火発祥之地』の碑がある。天正6年（1579年）酒井忠次が社殿を修復し、拝殿を造営した。文禄元年（1593年）池田輝政が社殿を修築した。慶長6年（1602年）徳川家康は改めて社領30石を朱印をもって寄進した。徳川家光薨去の際には祭りは行われたが花火は控えられている。江戸期には歴代吉田藩主から3回の改築、13回の修築を受けた。天保6年（1837年）に正一位の神階をうけた。江戸期から吉田神社の祭礼は名高く大日本神事見立数望（だいにほんしんじみたてすもう）では東の前頭42枚目に「吉田まつり」と記されている。また諸国御祭禮番附では東の37枚目に「吉田之祭」と記されている。古来の（豊橋）祇園祭では京都の祇園祭の影響を受け吉田城下の寺から飾鉾が町に引き出された。新銭町喜見寺の獅子舞飾鉾、小浜村万福寺の土蜘蛛の飾鉾は定番であったが、手間町西光寺の飾鉾、指笠町観音寺の飾鉾、指笠町願成寺の飾鉾などは毎年趣向が変えられた。また12頭立ての競馬も行われていた。遺物として大河内松平家の紋の入った鞍と鐙が現存している。
廃藩置県で藩の庇護も失い、かつて天王社を名乗ったものが明治の神仏分離の際に現在の名前になり、素戔嗚尊（すさのおのみこと）を祭神とする神社として再編された。現在の氏子は豊橋市内の八ヶ町（関屋町、上伝馬町、萱町、本町、三浦町、指笠町、札木町、西八町）からなる。大筒花火は町内会が自分で手作りし、それを神輿がわりに担いで練り歩き奉納する。

## 境内

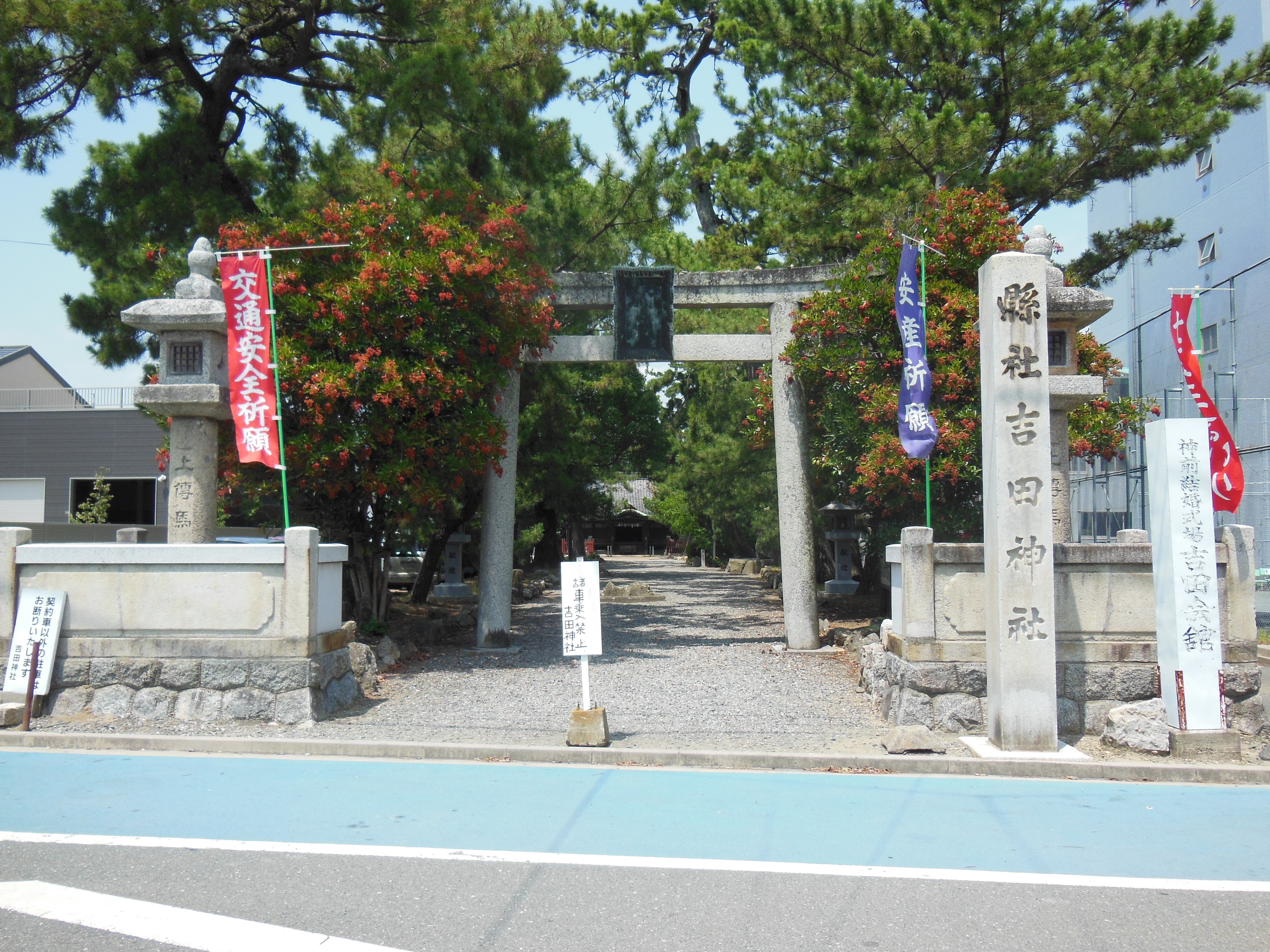
入口 石鳥居
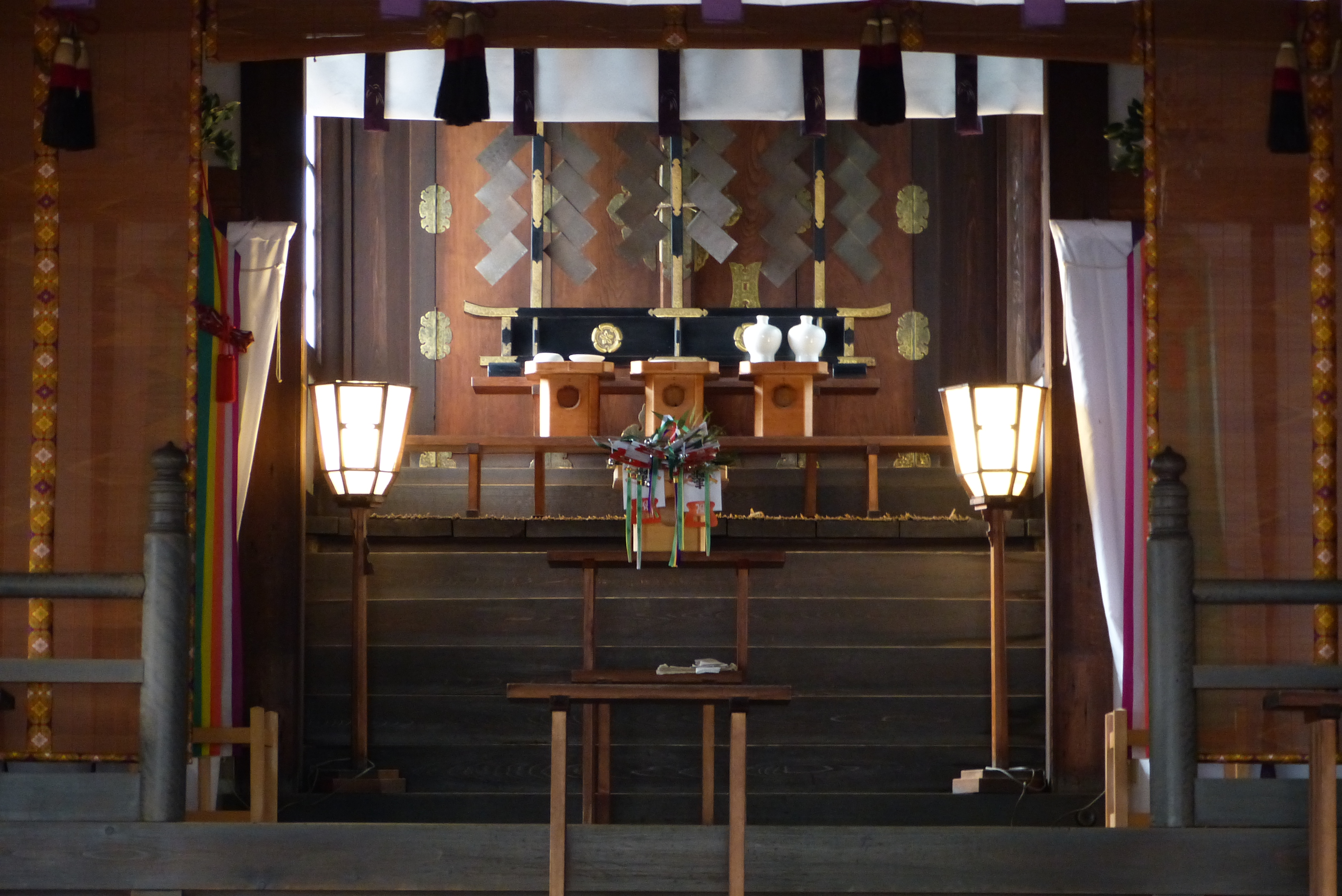
内陣
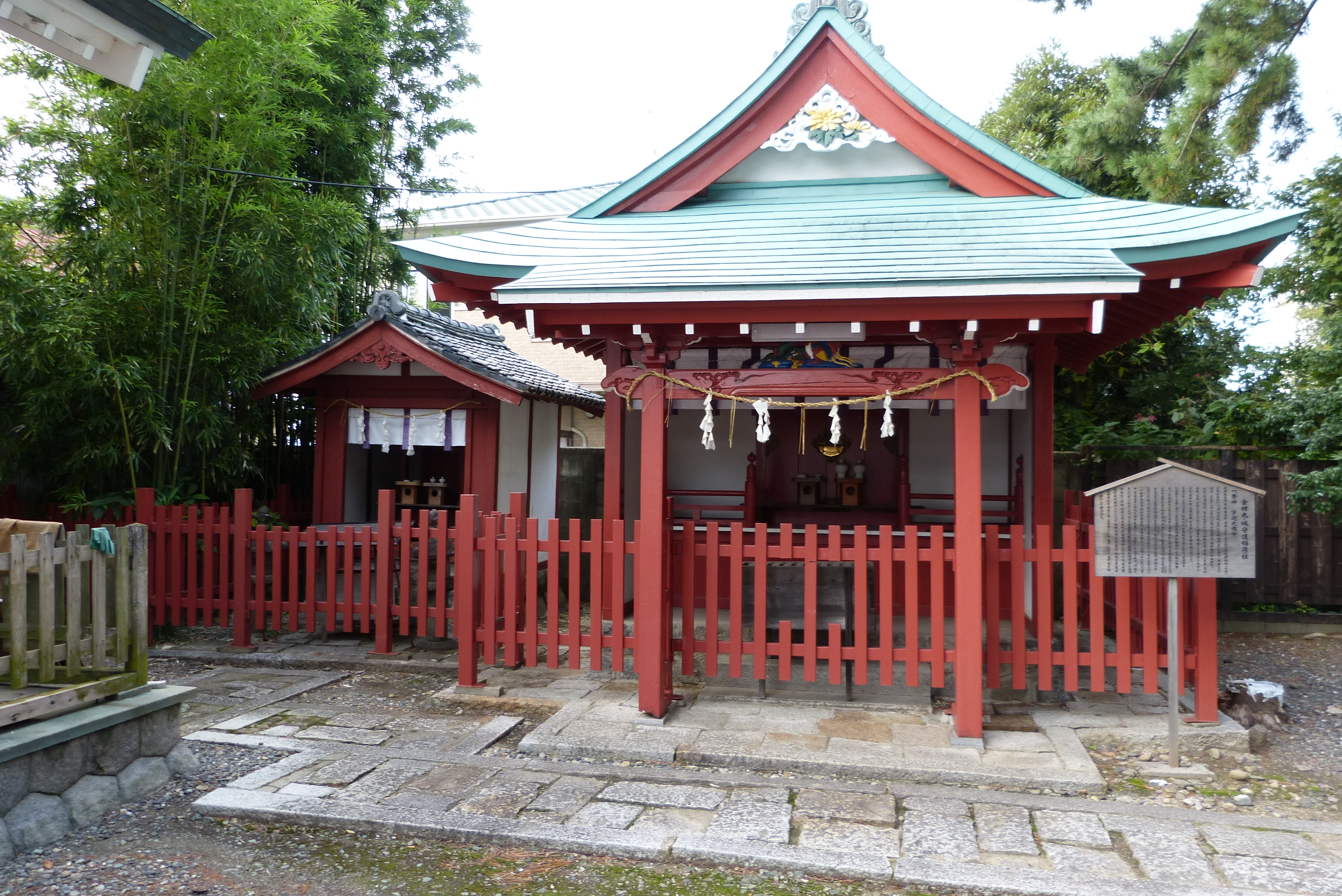
金柑丸・城守護稲荷社
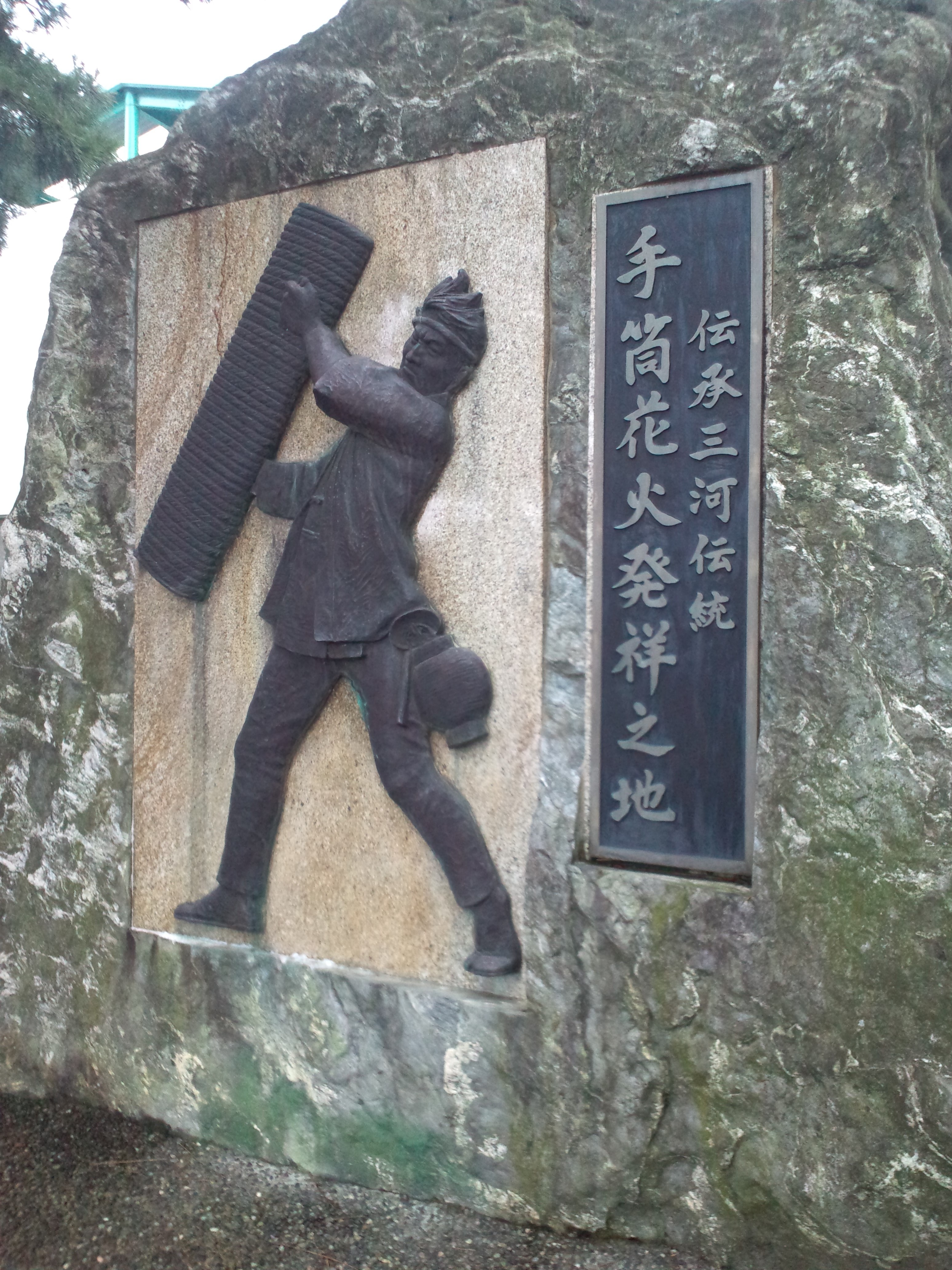
手筒花火発祥之地 石碑
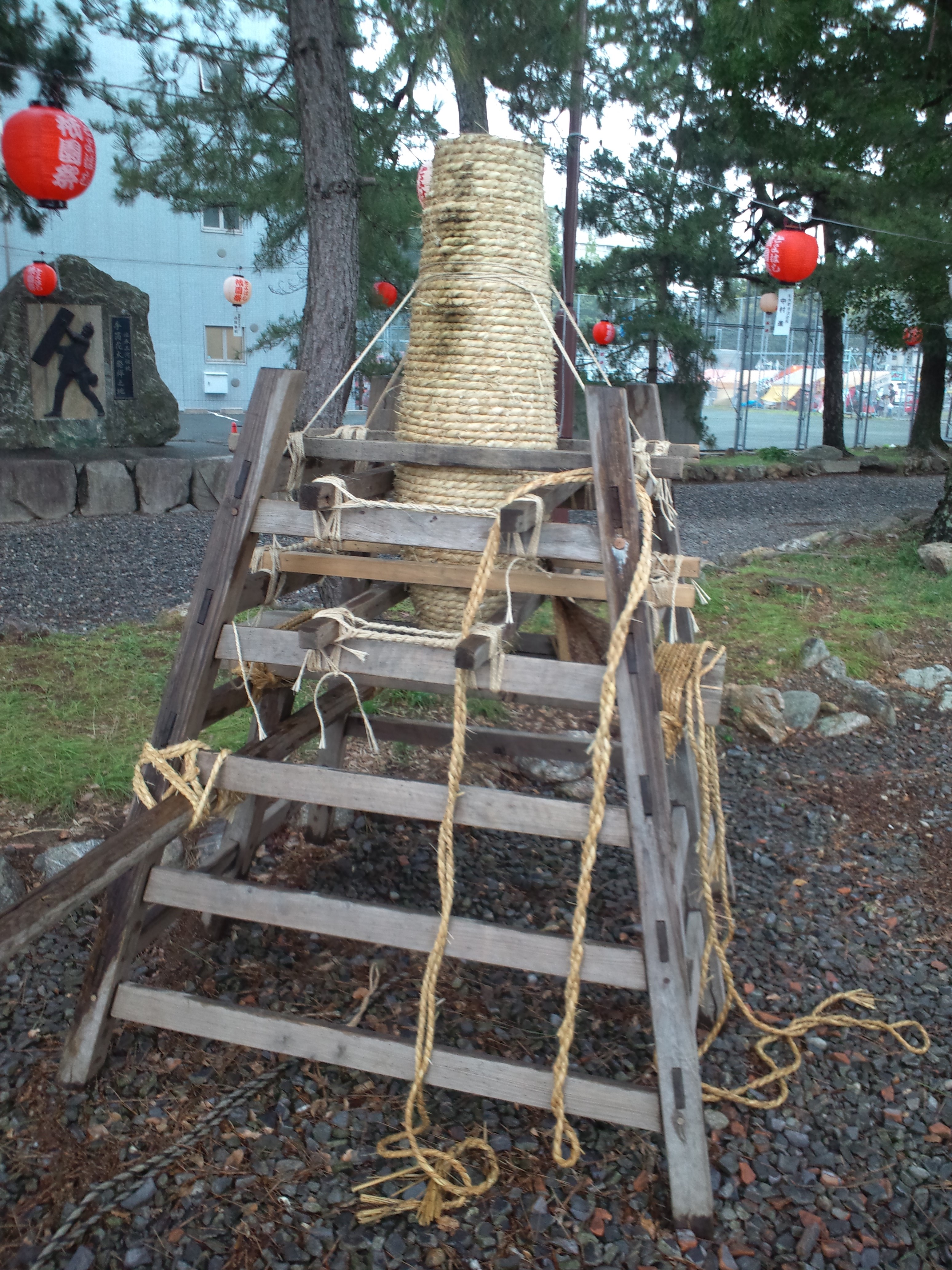
大筒花火
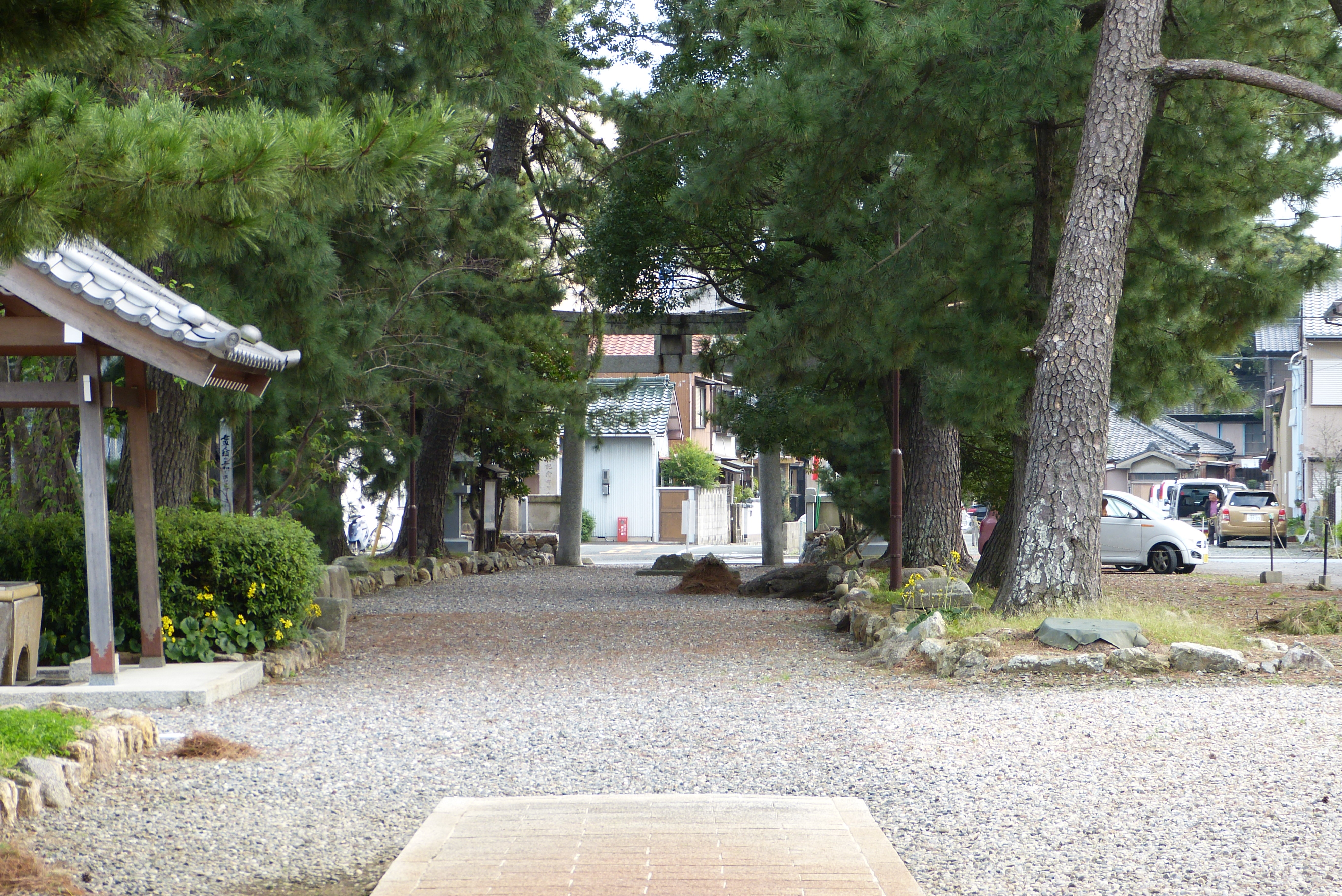
境内より
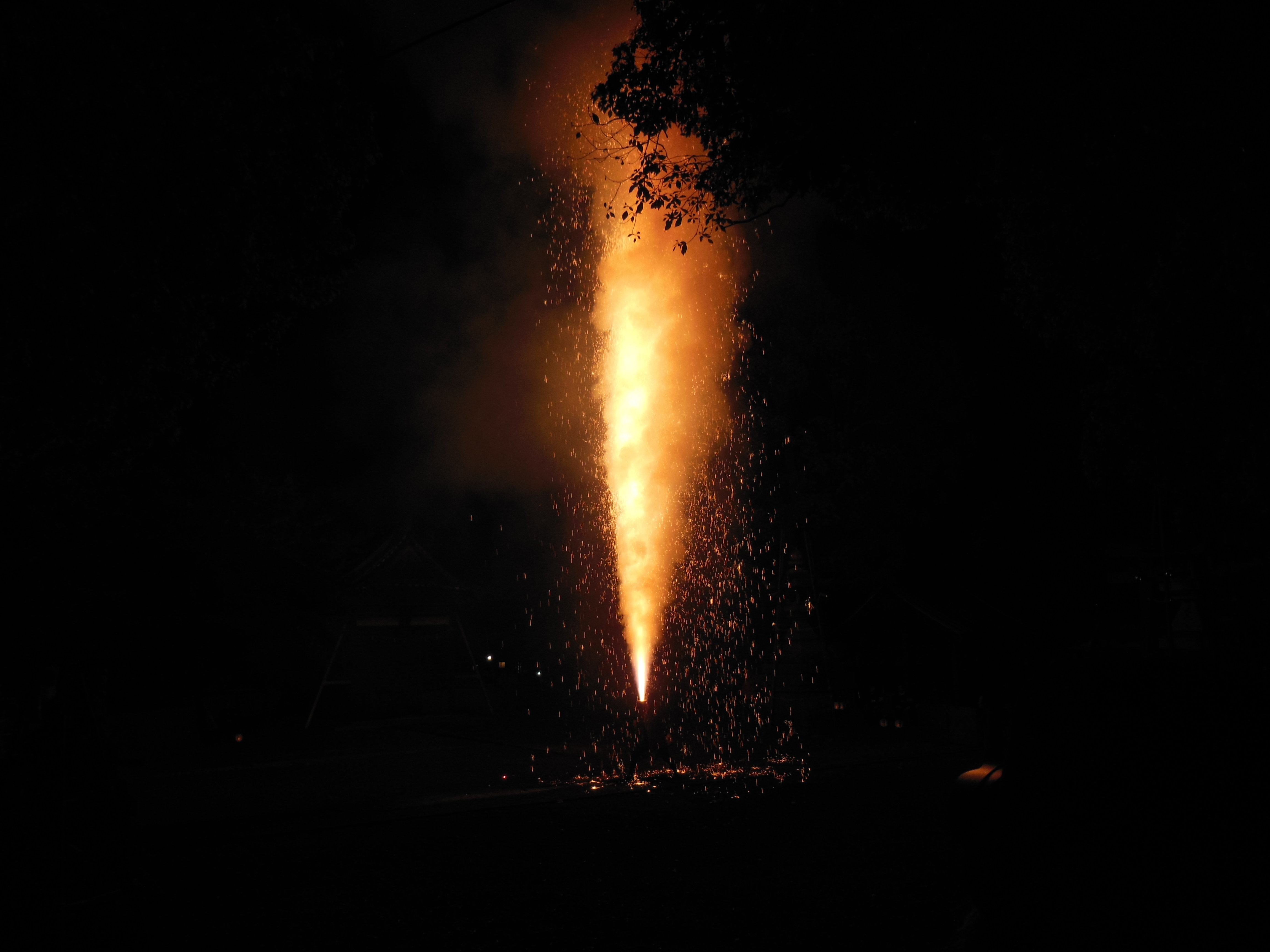
豊橋祇園祭りでの手筒花火奉納

## 境内社
- 稲荷社
  - 祭神宇迦之魂命
- 伊雑社
  - 祭神伊佐波止美命
- 御食社
  - 祭神宇迦之魂命、玉柱屋比売命

## 文化財

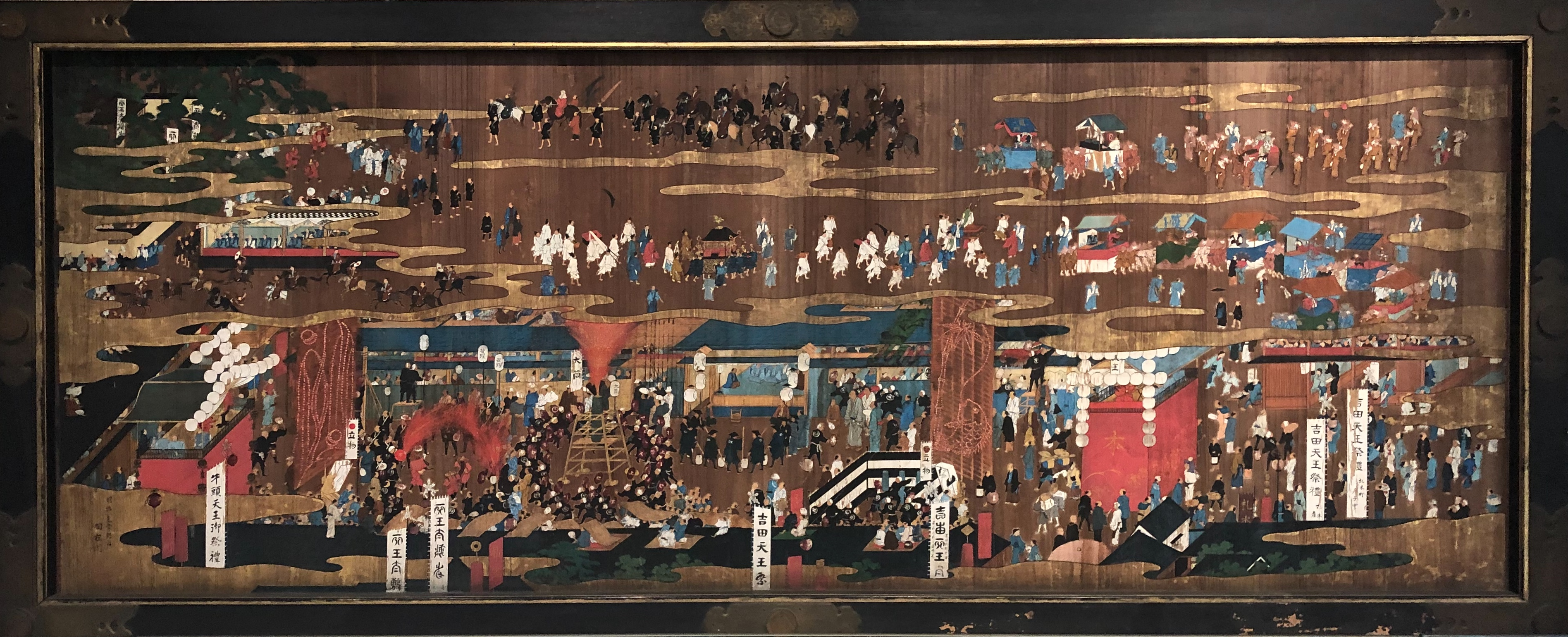
吉田神社旧式祭礼図絵馬

豊橋市指定民俗文化財
- 吉田神社旧式祭礼図絵馬　附・寄付人名記[2]

縦約1.5ｍ、横約3.6ｍ。畑在周が明治23年（1890年）に描いた。下部に祭礼の花火の様子、上部に神輿渡御（頼朝行列）が描かれており、幕末〜明治初年頃の様子を再現したものとされる。附指定の寄附人名記は、旧吉田藩主家の大河内信好を始めとする約350人の寄付者名と絵馬制作の発起人などを記録した木札。
豊橋市指定有形文化財
- 獅子頭

南北朝〜室町時代の作。今川義元の寄進と伝えられる。
- 鬼面

室町時代頃の作。獅子頭同様、今川義元の寄進と伝えられる。
- 吉田神社神輿棟札　附・吉田神社神輿棟札写

棟札は、天文16年（1547年）の神輿造立の棟札、寛永13年（1636年）の神輿造立棟札と勧進棟札、元禄13年（1700年）の神輿修復棟札、嘉永5年（1852年）の神輿修復棟札の5枚。このうち、天文16年の棟札は太原崇孚の筆とされる。
- 獅子一対

鎌倉時代の作。高さ約28cm、全長約24cm、胸幅約10〜12cm。頭から胴体を通して一つの木材で構成され、胴体中央から左右に割り内刳りを施した割矧造（わりはぎづくり）となっている。阿形像の内部に、判読不明の墨書が残されている。
- 獅子・狛犬一対

南北朝〜室町時代の作。高さ・全長とも約50cm、胸幅約24cm。それぞれ頭と胴体が三つの部材から構成され、面部と足先が別の材料で作られている。狛犬の頭頂部には角があったが亡失し、痕跡として穴が残る。

## 現地情報
所在地
- 愛知県豊橋市関屋町2番地

交通アクセス
鉄道
- 最寄駅：豊橋鉄道 市役所前停留場 （徒歩約5分）
- 最寄駅：名古屋鉄道 豊橋駅 （徒歩約20分）